# Passiflora lanceolata
Passiflora lanceolata là một loài thực vật có hoa trong họ Lạc tiên. Loài này được (Mast.) Harms mô tả khoa học đầu tiên năm 1894.